# Darren Clarke
Darren Christopher Clarke (Dungannon, 14 de agosto de 1968) es un golfista profesional norirlandés.
Fue ganador de The Open Championship en 2011, segundo en 1997 y tercero en 2001. También resultó octavo en el Masters de Augusta de 1998, noveno en el Campeonato de la PGA de 2000 y décimo en el Abierto de los Estados Unidos de 1999.
Ha obtenido 14 victorias en el European Tour, destacándose el Alfred Dunhill de 1993, el Volvo Masters, el WGC Match Play de 2000, el Abierto Europeo de 2001 y el WGC-Bridgestone Invitational de 2003, así como 120 top 10. Resultó segundo en la clasificación final en 1998, 2000 y 2003, tercero en 2001, cuarto en 1997 y octavo en 1993, 1996, 1999 y 2004.

## CampeonatosMajor

### Victorias (1)
| Año  | Campeonato            | Posición tras 54 hoyos | Resultado ganador    | Margen de victoria | Segundo Lugar                  |
| 2011 | The Open Championship | Líder por un golpe     | -5 (68-68-69-70=275) | 3 golpes           | Dustin Johnson; Phil Mickelson |